# Australische Buschratte
Die Australische Buschratte (Rattus fuscipes, aborig.: Nilee) ist einer der sieben in Australien einheimischen Vertreter der Gattung Rattus, die bereits seit einer Million Jahre auf diesem Kontinent beheimatet ist. Buschratten kommen entlang der Küste Süd- und Ostaustraliens vor, wo sich ihr Lebensraum in der Regel auf Waldgebiete mit dichtem Unterwuchs oder dicker Laubschicht beschränkt. Sie sind nachtaktiv, weisen ein breites Nahrungsspektrum auf und sind selbst Beute verschiedener Räuber. Buschratten sind keine Kulturfolger des Menschen.

## Abstammung und Verbreitung

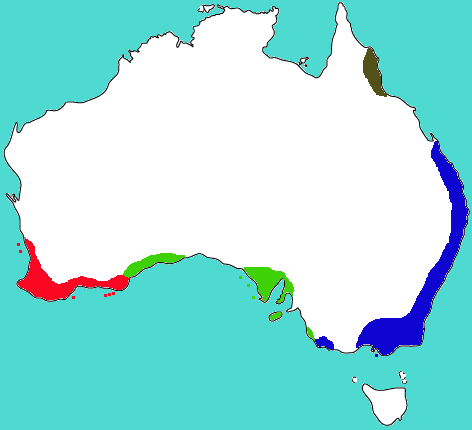
Verbreitung der Australischen Buschratte; rot=R. f. fuscipes; grün=R. f. greyi, blau=R. f. assimilis, braun=R. f. coracius

Die in Australien vorkommenden Rattus-Arten sind nahe Verwandte der Arten in Neuguinea und Südostasien. Ihr erstes Auftreten wird auf vor rund einer Million Jahren datiert.
Es sind vier Unterarten der Australischen Buschratte bekannt. Die erste Unterart, R. f. fuscipes, hat ein Verbreitungsgebiet entlang der Küstenlinie des südwestaustralischen Festlandes und einigen dort der Küste vorgelagerten Inseln. R. f. greyii kommt entlang der südlichen Küste Australiens, etwa zwischen Eyre Peninsula und Portland und einigen Inseln vor. Weiter im Osten, von der Westküste Victorias bis nach Rockhampton in Queensland kommt R. f. assimilis vor, sowohl auf der Küste vorgelagerten Inseln als auch entlang der Küste und in den Bergen. Die vierte Unterart, R. f. coracius, lebt in küstennahen Bereichen des nordöstlichen Queenslands von Townsville bis Cooktown. R. f. assimilis ist die am besten untersuchte Unterart.
Alle Buschratten sind mit ihrer Lebensweise an natürliche Habitate angepasst. Sie kommen nicht in Nutzland und nur in geringen Zahlen in gestörten Gebieten vor. Zu den natürlichen Habitaten zählen Eucalyptus-dominierte Wälder, die einen heterogenen Unterwuchs aus Sträuchern und Gräsern sowie viel Laub und Totholz (alte Stämme) aufweisen. Dort verbringen sie die Tageszeit in unterirdischen Bauen, lediglich zur Nahrungsaufnahme und Paarung bewegen sie sich des Nachts an der Oberfläche.

## Größe und Erscheinung
Dieser Kleinsäuger erreicht eine Körperlänge von 111 bis 214 Millimeter und ein Gewicht von bis zu 225 Gramm, wobei die Männchen größer als die Weibchen sind. Buschratten haben ein dichtes, weiches Fell, dessen Färbung auf dem Rücken von grau-braun bis rot-braun und auf dem Bauch von hell-grau bis hell-braun variieren kann. Der Schwanz ist haarlos, braun, grau oder schwarz und etwas kürzer als Kopf und Rumpf. Die Ohren sind rund und pink, grau oder braun gefärbt. Die Füße sind vorwiegend hell gefärbt. Die Nagezähne in Ober- und Unterkiefer weisen eine gelbe Färbung auf.

## Nahrung
Die Nahrungszusammensetzung der Australischen Buschratte variiert sehr stark zwischen verschiedenen Populationen und zwischen verschiedenen Jahreszeiten. Sowohl totale Insektivorie als auch totale Herbivorie können vorkommen, in der Regel sind Pilze, Pflanzenteile (Wurzeln, Samen, Früchte), Arthropoden und Eier Bestandteile der Nahrung. Bisweilen werden auch Blüten aufgesucht, um Nektar und Pollen zu konsumieren. Folglich können Buschratten auch als Bestäuber verschiedener Pflanzen und als Verbreiter von Pflanzensamen und Pilzsporen dienen. Dies bedeutet aber keineswegs, dass Buschratten alles Verfügbare konsumieren. So weit gefächert die Nahrungszusammensetzung auch ist, zeigen Buschratten immer Präferenzen für bestimmte Nahrungsquellen.

## Verhalten und Reproduktion
Im Gegensatz zu vielen anderen Rattus-Arten wird die Australische Buschratte als nicht gesellig angesehen. Dennoch gibt es innerhalb des Verbreitungsgebietes Bereiche mit höherer Individuendichte, die von Bereichen geringerer Individuendichte oder aber gänzlich ohne Buschratten umgrenzt sind.
R. f. assimilis kann sich das ganze Jahr hindurch fortpflanzen, vermeidet in der Regel aber Reproduktion im Winter. Hauptreproduktionszeit ist im australischen Sommer (Oktober bis Februar, Höhepunkt im Dezember). Im Durchschnitt werden fünf Jungtiere (je ungefähr 5 Gramm) pro Wurf geboren, es sind aber mehrere Würfe pro Jahr möglich. (Das Mittel liegt bei 2,8 Würfen pro Jahr.) Mit einem Alter von ungefähr vier bis fünf Wochen werden Buschratten unabhängig und verlassen den mütterlichen Aktionsraum. Im Alter von drei bis sechs Monaten sind die Jungtiere reproduktionsfähig, die erste Reproduktion findet meist jedoch erst im nächsten Jahr statt. Sexuell aktive Buschratten zeigen eine hohe Herbstmortalität, während sexuell inaktive Individuen den größten Teil der überwinternden Population ausmachen.

## Interspezifische Interaktionen
Australische Buschratten sehen sich verschiedenen Typen von Räubern ausgesetzt. Da sie nachtaktiv sind, sind es Eulen, wie der Riesenkauz (Ninox strenua) und die Schleiereule (Tyto alba), die von Bäumen aus jagen. Bei den Säugern sind es vorwiegend der eingeschleppte Rotfuchs (Vulpes vulpes) und ebenfalls eingeschleppte, verwilderte Hauskatzen (Felis silvestris forma cattus), die Buschratten nachstellen. Ebenfalls zu ihren Räubern gehören mehrere Vertreter der Schlangen, darunter die Tigerottern (Notechis spec.) und Stephen's banded snake (Hoplocephalus stephensii).
Australische Buschratten stehen auch in Interaktionen mit anderen Rattus-Arten. Als weitere einheimische Art kommt z. B. die Sumpfratte (R. lutreolus) zusammen mit der Buschratte vor. Da sich aber bei beiden Arten Nahrung und Habitatansprüche etwas unterscheiden, ist die zwischenartliche (interspezifische) Konkurrenz gering. In Gebieten, die durch menschliche Eingriffe gestört sind, sind Buschratten oft der Konkurrenz durch eingeschleppte Arten, wie Hausratten (R. rattus) unterlegen.